# نخستین زمینه ژرف وب

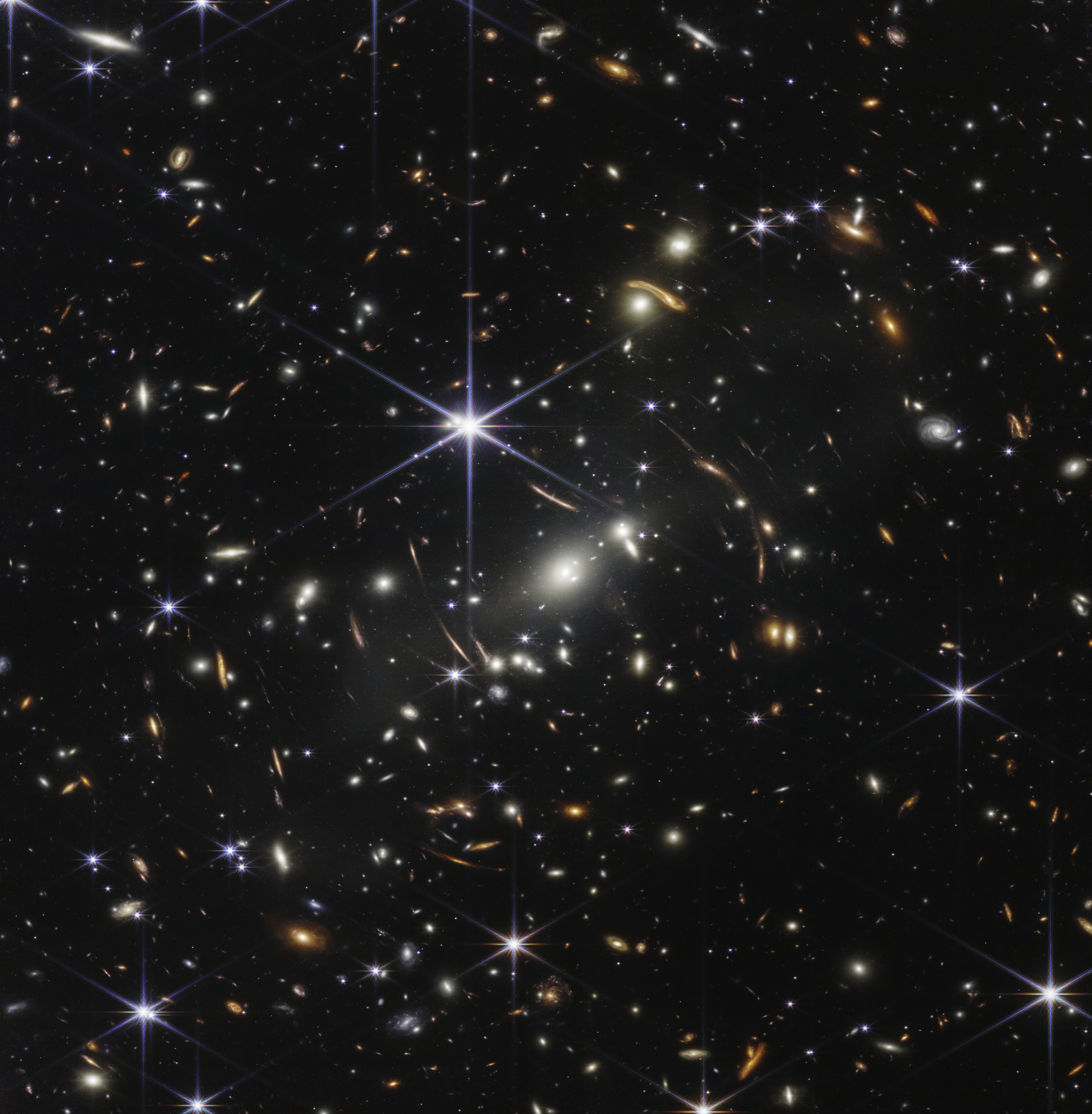
نخستین زمینهٔ ژرف وب

نخستین زمینهٔ ژرف وب نخستین تصویر عملیاتی است که توسط تلسکوپ فضایی جیمز وب گرفته شده‌است و خوشهٔ کهکشانی اس‌ام‌ای‌سی‌اس ۰۷۲۳ را در ۴٫۶ میلیارد سال پیش به تصویر می‌کشد. جایی که گروه عظیمی از خوشه‌های کهکشانی به عنوان ذره‌بین برای اجرام پشت خود عمل می‌کنند. این که همگرایی گرانشی نامیده می‌شود، نخستین نمای میدان عمیق وب را از کهکشان‌های بسیار قدیمی، دوردست و کم‌نور نمایش می‌دهد. این تصویر مرکب که در ۱۱ ژوئیهٔ ۲۰۲۲ (۲۰ تیر ۱۴۰۱) برای عموم آشکار شد، توسط دوربین فروسرخ نزدیک (NIRCam) این تلسکوپ گرفته شد و قسمتی از آسمان را که از نیمکرهٔ جنوبی قابل مشاهده است، پوشش می‌دهد. هزاران کهکشان در این تصویر قابل مشاهده هستند که بالاترین وضوح تصویری است که از کیهان اولیه گرفته شده‌است. جو بایدن رئیس‌جمهور آمریکا این تصویر را در صفحهٔ اینستاگرام خود منتشر کرده‌است، و این عمیق‌ترین منظره‌ای است که تاکنون از کیهان ثبت شده‌است. این نمایش در کاخ سفید در حضور مدیر ناسا بیل نلسون انجام شد. به گفتهٔ نلسون: «این عمیق‌ترین تصویری است که تاکنون از جهان ما گرفته شده‌است.» برخی از این کهکشان‌ها و خوشه‌های ستاره‌ای دور پیش از این هرگز دیده نشده‌اند. این خوشهٔ کهکشانی همان‌طور که ۴٫۶ میلیارد سال پیش ظاهر و ایجاد شده‌اند، نشان داده شده‌اند. بر اساس انتشارات ناسا، «این تکه از جهان پهناور تکه‌ای از آسمان را می‌پوشاند که تقریباً به اندازهٔ یک دانهٔ شن است که در طول بازو توسط شخصی روی زمین نگه داشته شده‌است».
این تصویر که توسط دوربین مادون قرمز نزدیک وب گرفته شده‌است از تصاویری تشکیل شده‌است که در طول موج‌های مختلف نور در طول ۱۲٫۵ ساعت گرفته شده‌اند. گرفتن عمیق‌ترین میدان‌های تلسکوپ فضایی هابل هفته‌ها طول کشید. تصاویر رنگی بیشتری با وضوح بالا نیز در روز سه‌شنبه ۱۲ ژوئیهٔ اولین نمایش خود را داشتند.
رصدخانهٔ فضایی که در ماه دسامبر به فضا پرتاب شد، می‌تواند به درون اتمسفر سیارات فراخورشیدی نگاه کند و برخی از نخستین کهکشان‌های ایجاد شده پس از شروع جهان را با مشاهدهٔ آن‌ها از طریق نور مادون قرمز، که برای چشم انسان نامرئی است، مشاهده کند.

## پیش‌زمینه
تلسکوپ فضایی جیمز وب (JWST) اخترشناسی فروسرخ را هدایت می‌کند. نخستین زمینهٔ ژرف وب توسط دوربین مادون قرمز نزدیک وب معروف به «NIRCam» گرفته شده‌است و این ترکیبی است که از تصاویر در طول موج‌های مختلف، مجموعاً ۱۲٫۵ ساعت ایجاد شده‌است. این عکس در طول  موج‌های فروسرخ فراتر از عمیق‌ترین میدان‌های تلسکوپ فضایی هابل به عمق رسید که هفته‌ها طول کشید. این فضاپیما از ۲۴ ژانویه به دور دومین نقطهٔ لاگرانژ یا L2 در حدود یک میلیون مایل (حدود ۱٫۵ میلیون کیلومتر) از زمین می‌چرخد. در لاگرانژ ۲، کشش‌های گرانشی خورشید و زمین، حرکت وب به دور خورشید را در هماهنگی با زمین نگه می‌دارد. جرم ترکیبی این خوشهٔ کهکشانی به عنوان یک عدسی گرانشی عمل می‌کند و  کهکشان‌های بسیار دورتر را در پشت خود بزرگ می‌کند.